# سمك كاليفورنيا الطائر
سمك كاليفورنيا الطائر (بالإنجليزية: California flying fish) الاسم العلمي (بالإنجليزية: Cheilopogon pinnatibarbatus californicus) وهو من سلالة السمك الطائر ، وهو ينمو حتى طول 15 إنش (35 سم) وهو النوع الأكثر طولا من فصيلة السمك الطائر، وهو يوجد في شرق المحيط الهادئ من ولاية أوريغون إلى باجا كاليفورنيا. سمك كاليفورنيا الطائر في الحقيقة لا يطير ولكن باستطاعته الانطلاق في الجو مستعملاً زعانفه المتكيفه ليطير على طول سطح المحيط.
سمك كاليفورنيا الطائر يقضي معظم أوقاته في المحيط المفتوح ولكن يأتي بالقرب من الساحل ليلاً ليأكل ويضع البيض في حماية سرائر أعشاب البحر.